# 斯托尼諾爾 (北卡羅萊納州)
斯托尼諾爾（英語：Stony Knoll）是位於美國北卡羅萊納州薩里縣的非建制地區。

## 歷史
斯托尼諾爾的郵局於1893年設立，其後於1906年停運。

## 地理
斯托尼諾爾所處的海拔為高於海平面350米（即1148英呎），而該地所採用的時區為UTC-5，即北美东部时区（EST）。同時該地設有夏令時間，為UTC-5調快一小時，即UTC-4（EDT）。